# Europacupen i Indoorhockey
Europacupen i Indoorhockey, som har spelats sedan 1990, är en turnering där seriesegraren från respektive nations indoorhockeymästerskap deltar. Under en period fick vinnaren automatisk kvalifikation till nästa års europacup men detta är idag avskaffat.
Den spelas i olika divisioner, den högsta kallas "Cup" därefter följer Trophy, Challange 1 och Challange 2.
Turneringen domineras vanligen av de tyska mästarna men även de polska och spanska lagen brukar finnas med i kampen om medaljerna.
Bästa prestationen för Sveriges del kom 2003, då Valhalla LHC mäktade med en 5:e plats i högsta divisionen.
Danmark har varit något mer framgångsrika med Slagelse HK som tog en silvermedalj år 2000 och HK Orient Lyngby har en 4:e plats och två 5:e platser under 2000-talet.

## Medaljörer
| År                  | Etta                                    | Tvåa                                    | Trea                         | Fyra                   |
| ------------------- | --------------------------------------- | --------------------------------------- | ---------------------------- | ---------------------- |
| 2000                | Dürkheimer HC                           | Slagelse HK                             | CA Montrouge                 | Dinamo Ekaterinburg    |
|                     | 6-3                                     | 6-3                                     | 3-2                          | 3-2                    |
| 2001                | Dürkheimer HC                           | KS Pocztowiec Poznan                    | Atletic Terrassa             | Lille HC               |
|                     | 4-2                                     | 4-2                                     | 8-6                          | 8-6                    |
| 2002                | Rotweiss Wettingen                      | Atletic Terrassa                        | HC Rotweiss München          | Dürkheimer HC          |
|                     | 8-4                                     | 8-4                                     | 3-2                          | 3-2                    |
| 2003                | KS Pocztowiec Poznan                    | Uhlenhorster HC                         | Lille HC                     | Grasshoper Club Zürich |
|                     | 4-3                                     | 4-3                                     | 12-5                         | 12-5                   |
| 2004                | Müncher SC                              | Lille HC                                | Rotweiss Wettingen           | AA Espinho             |
|                     | 6-3                                     | 6-3                                     | 7-3                          | 7-3                    |
| 2005                | Club an der Alster                      | KS Pocztowiec Poznan                    | Lille HC                     | HK Orient Lyngby       |
|                     | 5-3                                     | 5-3                                     | 6-4                          | 6-4                    |
| 2006                | Dürkheimer HC                           | KS Pocztowiec Poznan                    | SV Arminen Koller Transporte | Lille HC               |
|                     | 5-0                                     | 5-0                                     | 4-3                          | 4-3                    |
| 2007                | KS Pocztowiec Poznan                    | SV Arminen Koller Transporte            | Club de Campo de Madrid      | Müncher SC             |
|                     | 6-3                                     | 6-3                                     | 12-7                         | 12-7                   |
| 2008                | Crefelder HTC                           | KS Pocztowiec Poznan                    | Club de Campo de Madrid      | Menzieshill HC         |
|                     | 3-2 efter förlängning (2-2 e. full tid) | 3-2 efter förlängning (2-2 e. full tid) | 6-4                          | 6-4                    |
| 2009 ( Rüsselsheim) | RK Rüsselheimer                         | Club de Campo de Madrid                 | Luzerner HC                  | KS Pocztowiec Poznan   |
|                     | 3-2 efter golden goal (2-2 e. full tid) | 3-2 efter golden goal (2-2 e. full tid) | 5-4                          | 5-4                    |
| 2010 ( Köln)        | KTHC Rot-Weiss Köln                     | Atletic Terrassa                        | Luzerner HC                  | Dinamo Electrostal     |
|                     | 10-2                                    | 10-2                                    | 7-5                          | 7-5                    |
| 2011 ( Luzern)      | Mannheimer HC                           | Dinamo Ekaterinburg                     | Amsterdam H&BC               | Luzerner SC            |
| 2012 ( Hamburg)     | Der Club an Der Alster                  | HDM                                     | Dinamo Elektrostal           | Egara                  |
|                     | 7-3                                     | 7-3                                     | 6-4                          | 6-4                    |

## Svenska prestationer
| År   | Lag          | Division    | Placering         |
| ---- | ------------ | ----------- | ----------------- |
| 2000 | Valhalla LHC | Trophy      | 3:a               |
| 2001 | IFK Täby     | Trophy      | 3:a               |
| 2002 | Valhalla LHC | Trophy      | 1:a (Uppflyttade) |
| 2003 | Valhalla LHC | Cup         | 5:a               |
| 2004 | Valhalla LHC | Cup         | 8:a (Nedflyttade) |
| 2005 | Valhalla LHC | Trophy      | 7:a (Nedflyttade) |
| 2006 | Partille SC  | Challenge I | 2:a               |
| 2007 | Partille SC  | Challenge I | 6:a               |
| 2008 | Partille SC  | Challenge I | 1:a (Uppflyttade) |
| 2009 | Partille SC  | Trophy      | 4:a               |
| 2010 | Partille SC  | Trophy      | 6:a               |
| 2011 | Partille SC  | Trophy      | 2:a (Uppflyttade) |
| 2012 | Partille SC  | Cup         | 5:a               |
| 2013 | Partille SC  | Cup         |                   |